# 曽我部修司
曽我部 修司（そがべ しゅうじ、1981年11月29日 - ）は、日本のイラストレーター、漫画家。沖縄県出身、札幌市育ち。東京都在住。PERSPECT社長。同社のイラストグループ・FiFSのリーダー。
仕事のスタイルはアニメやゲームグラフィックの様なスタジオ形式を取り、大半の仕事をアシスタントに割り振る形（漫画なら曽我部本人がネームと下書きを起こした後、ペン入れ、背景、演出効果等全ての作業をアシスタントが行う形式）を取っているためか、絵柄のばらつきが見られる。ゲームのコミカライズでは原作と異なる絵柄になることも少なくないが、初の連載作品である『ペルソナ3』、後に連載を開始した『ペルソナ4』は、どちらも比較的原作ゲームのキャラクターデザインに近い絵柄となっている。
なお、メディアへの露出が多く誤解されがちだが『ゴッドイーター』のメインキャラクターデザインはバンダイナムコゲームスのデザイナー・板倉耕一によるもので、曽我部本人が担当したのは主人公が着用しているフェンリルの制式軍服のデザインと一部の広報イラストである。

## 作品

### 漫画
- プラトニックチェーン Selected Stories Vol.03（2005年7月27日）
- ペルソナ3（原作：アトラス、『電撃「マ）王』2007年4月号 - 2009年2月号→『電撃黒「マ）王』→『ペルソナマガジン』→『電撃マオウ』2013年7月号 - 2017年3月号）
- オイレンシュピーゲル（原作・原案：冲方丁、『エースアサルト』2007 WINTER - 2008 SUMMER）
- 黒き翼のカドルヴェイン（『月刊少年エース』2008年12月号 - 2009年12月号）
- ペルソナ4（原作：アトラス、『電撃黒「マ）王』2008年11月号・2009年2月号→『電撃「マ）王』2009年3月号 - 2019年5月号）

### イラスト
- 悠久の車輪
- ヘッドホン少女画報（学習研究社、2009年8月13日）
- ツギハギ運命翅（）1 〜新宿デイズ〜（著：熊谷純、オーバーラップ文庫、2013年6月25日）

#### 高山瑞季（シトロネット）との共作
- バニラ A sweet partner（著：アサウラ、スーパーダッシュ文庫、2007年4月25日）
- 多重心世界 シンフォニックハーツ 上.独声者の少年（著：永森悠哉、角川スニーカー文庫、2006年8月31日）
- 多重心世界 シンフォニックハーツ 下.多声者の終焉（著：永森悠哉、角川スニーカー文庫、2007年2月28日）
- 銀の手のシーヴァ ハカセとコトリ（著：立原透耶、GA文庫、2007年2月15日）

### ゲーム・キャラクターデザイン
- 旋光の輪舞（2005年）
- Million KNights Vermilion（2009年4月26日）
- 旋光の輪舞 DUO（2009年7月28日）
- ゴッドイーター（2010年2月4日）
- アイドルマスター SideM（2014年[1]）
- 夢色キャスト（2015年）
- バンドやろうぜ！BLAST（2016年）
- サクラ革命～華咲く乙女達～（2020年）
- スーパーロボット大戦30（2021年10月28日、「カールレウム・ヴァウル」デザイン[2]）

### 企画・原作
- プリンス・オブ・ストライド
- T.Tラバーズ。[3]